# One Fish, Two Fish, Blowfish, Blue Fish
"One Fish, Two Fish, Blowfish, Blue Fish" är avsnitt elva från säsong två av Simpsons. Avsnittet sändes på Fox den 24 januari 1991. I avsnittet tror Homer att han råkat äta giftet i en fugu och har bara ett dygn kvar att leva. Han skriver sedan en lista över saker han vill göra under sin sista dag på jorden och börjar beta av den. Avsnittet skrevs av Nell Scovell och regisserades av Wes Archer. I avsnittet gästskådespelar Larry King och Sab Shimono. Avsnittet innehåller referenser till "Theme from Shaft", "Gypsies, Tramps & Thieves" och "When the Saints Go Marching In".

## Handling
Homer och hans familj äter middag på den nya sushirestaurangen, The Happy Sumo. Efter att Homer smakat av allt på menyn utom Fugu övertalar han kökspersonalen att servera honom detta. Kökspersonalen är osäker på hur man tillagar fisken och kan inte fråga kocken eftersom han är på dejt med Edna Krabappel. Homer blir snart otålig och stör kökspersonalen som är osäkra på om de gjorde rätt då de tillagade rätten. Homer serveras rätten och gillar den, men då kocken kommer tillbaka från dejten ser han vad som hänt och de berättar för Homer att han kanske blivit förgiftad. Homer och Marge får åka till sjukhuset, där Dr. Hibbert berättar för Homer att han troligen bara har 22 timmar kvar att leva om det stämmer att han ätit den giftiga delen av fisken. Homer och Marge åker sedan hem, där Homer skriver en lista över vad han vill göra under sin sista dag på jorden innan han går och lägger sig. Morgonen därpå råkar Homer somna om då han stänger av väckarklockan och vaknar upp först vid lunchtid, vilket gör honom stressad och han börjar genast gå igenom sin lista. Hans första punkt är att prata med Bart om viktiga saker för hur man blir en man. Homer lyssnar sedan en sista gång på Lisa när hon spelar på sin saxofon och han lånar Ned Flanders videokamera för att göra en videohälsning för Maggie till framtiden. När Homer lånar kameran lovar han Ned att komma över på grillparty nästa dag eftersom han vet att han kommer att vara död då.
Därefter besöker Homer sin far en sista gång och blir övertalad om att följa med honom på en fisketur, vilket gör att han måste ta bort några saker från sin lista. Homer är sedan på väg hem för att avsluta sin sista kväll med familjen, men han blir stoppad av polisen för fortkörning och hamnar i häktet. Därifrån ringer han upp Barney, som betalar 50 dollar i borgen. När Barney hämtar Homer övertalar han honom att besöka Moe's Tavern för en sista drink. På vägen till baren passerar de Mr. Burns och Homer hånar honom eftersom han vet att han snart kommer dö. Burns ber då Waylon Smithers att boka in ett möte med Homer på måndag där han ska få försvara sitt håntal. Hemma i villan är Marge orolig och väntar på Homer inför en sista familjemiddag. Efter att Homer tagit en drink hos Moe's kommer han hem, men han hinner inte äta middag då tiden har sprungit iväg. Han går nu direkt på sista punkten; ha sex Marge en sista gång. Därefter somnar Marge men inte Homer, som går och sätter sig i vardagsrumsfåtöljen där han lyssnar på Bibeln på band, inläst av Larry King. Homer somnar snart in när han lyssnar på bandet. På morgonen upptäcker Marge att Homer somnade i fåtöljen men när hon märker att han dreglar varmt ur sin mun inser hon att han lever och väcker honom. Homer är glad att han överlevt och säger att han hädanefter ska leva varje dag som om det vore hans sista. I nästa scen sitter Homer framför TV:n och tittar på sport och äter snacks samtidigt som eftertexterna rullas.

## Produktion
Avsnittet skrevs av Nell Scovell och regisserades av Wes Archer. 
I avsnittet sjunger Bart och Lisa karaoke till låten "Theme from Shaft". Fox ville klippa bort scenen på grund av sångtexten, men när de fick se ett klipp från Oscarsgalan där Isaac Hayes sjöng den lät de klippet vara.
När den japanska kocken skriker pratar han japanska. För att replikerna skulle vara äkta fick de ta hjälp av en japan för att översätta raderna åt dem. Servitören i den japanska restaurangen, Akira, spelas av George Takei. Sab Shimono gör rösten till kocken. Joey Miyashima gör rösten till kökspersonalen Toshiro, och Diane Tanaka gör rösten till hovmästaren. Larry King medverkar som sig själv i avsnittet. Från början ville man ha med Bruce Springsteen, men han tackade nej. Även William Shatner fick en förfrågan, men ville inte heller medverka.